# Lettország az 1936. évi téli olimpiai játékokon
Lettország a németországi Garmisch-Partenkirchenben megrendezett 1936. évi téli olimpiai játékok egyik részt vevő nemzete volt. Az országot az olimpián 6 sportágban 26 sportoló képviselte, akik érmet nem szereztek.

## Alpesisí
Férfi
| Versenyző            | Versenyszám | Lesiklás | Lesiklás | Lesiklás | Műlesiklás | Műlesiklás | Műlesiklás    | Műlesiklás    | Műlesiklás | Műlesiklás | Műlesiklás | Összesítés | Összesítés |
| Versenyző            | Versenyszám | Lesiklás | Lesiklás | Lesiklás | 1. futam   | 1. futam   | 2. futam      | 2. futam      | Össz.      | Össz.      | Össz.      | Összesítés | Összesítés |
| Versenyző            | Versenyszám | Idő      | Pont     | Hely.    | Idő        | Hely.      | Idő           | Hely.         | Idő        | Pont       | Hely.      | Pont       | Helyezés   |
| -------------------- | ----------- | -------- | -------- | -------- | ---------- | ---------- | ------------- | ------------- | ---------- | ---------- | ---------- | ---------- | ---------- |
| Herberts Bērtulsons  | Összetett   | 13:00,6  | 36,82    | 55.      | 3:06,1     | 53.        | nem ért célba | nem ért célba | kiesett    | kiesett    | kiesett    | kiesett    | kiesett    |
| Askolds Hermanovskis | Összetett   | 13:22,4  | 35,82    | 56.      | 3:18,0     | 54.        | nem ért célba | nem ért célba | kiesett    | kiesett    | kiesett    | kiesett    | kiesett    |

Női
| Versenyző         | Versenyszám | Lesiklás | Lesiklás | Lesiklás | Műlesiklás | Műlesiklás | Műlesiklás    | Műlesiklás    | Műlesiklás | Műlesiklás | Műlesiklás | Összesítés | Összesítés |
| Versenyző         | Versenyszám | Lesiklás | Lesiklás | Lesiklás | 1. futam   | 1. futam   | 2. futam      | 2. futam      | Össz.      | Össz.      | Össz.      | Összesítés | Összesítés |
| Versenyző         | Versenyszám | Idő      | Pont     | Hely.    | Idő        | Hely.      | Idő           | Hely.         | Idő        | Pont       | Hely.      | Pont       | Helyezés   |
| ----------------- | ----------- | -------- | -------- | -------- | ---------- | ---------- | ------------- | ------------- | ---------- | ---------- | ---------- | ---------- | ---------- |
| Mirdza Martinsone | Összetett   | 15:21,6  | 33,03    | 36.      | 3:08,3     | 36.        | nem ért célba | nem ért célba | kiesett    | kiesett    | kiesett    | kiesett    | kiesett    |

* - egy másik versenyzővel azonos eredményt ért el

## Északi összetett
| Versenyző       | Sífutás | Sífutás | Sífutás | Síugrás  | Síugrás  | Síugrás  | Síugrás  | Síugrás | Síugrás | Összesítés | Összesítés |
| Versenyző       | Sífutás | Sífutás | Sífutás | 1. ugrás | 1. ugrás | 2. ugrás | 2. ugrás | Össz.   | Össz.   | Összesítés | Összesítés |
| Versenyző       | Idő     | Pont    | Hely.   | Távolság | Pont     | Távolság | Pont     | Pont    | Hely.   | Pont       | Helyezés   |
| --------------- | ------- | ------- | ------- | -------- | -------- | -------- | -------- | ------- | ------- | ---------- | ---------- |
| Edgars Gruzītis | 1:35:22 | 134,6   | 44.     | 35,0     | 72,7     | 36,5     | 75,4     | 148,1   | 43.     | 282,7      | 42.        |

## Gyorskorcsolya
| Versenyző        | Versenyszám | Eredmény | Helyezés |
| ---------------- | ----------- | -------- | -------- |
| Jānis Andriksons | 500 m       | 45,9     | 16.*     |
| Jānis Andriksons | 1500 m      | 2:28,9   | 23.*     |
| Jānis Andriksons | 5000 m      | 9:15,0   | 30.      |
| Alfons Bērziņš   | 500 m       | 45,7     | 14.*     |
| Alfons Bērziņš   | 1500 m      | 2:25,8   | 18.      |
| Alfons Bērziņš   | 5000 m      | 8:53,4   | 18.      |
| Alfons Bērziņš   | 10 000 m    | 18:22,5  | 19.      |
| Arvids Lejnieks  | 5000 m      | 9:11,9   | 29.      |
| Arvids Lejnieks  | 10 000 m    | 18:41,2  | 23.      |

* - egy másik versenyzővel azonos eredményt ért el

## Jégkorong
| Lett férfi jégkorongcsapat-játékoskeret                                                                | Lett férfi jégkorongcsapat-játékoskeret                                                |
| --- | -------------------------------------------------------------------------------------- |
| - Aleksejs Auziŋš - Jānis Bebris - Reinis Bluķis - Arvīds Jurgens - Herberts Kušķis - Roberts Lapainis | - Kārlis Paegle - Arvīds Petersons - Ādolfs Petrovskis - Jānis Rozīte - Leonīds Vedējs |

### Eredmények
Csoportkör
A csoport
| Csapat        | M | Gy | D | V | G+ | G– | Gk  | P |
| ------------- | - | -- | - | - | -- | -- | --- | - |
| Kanada        | 3 | 3  | 0 | 0 | 24 | 3  | +21 | 6 |
| Ausztria      | 3 | 2  | 0 | 1 | 11 | 7  | +4  | 4 |
| Lengyelország | 3 | 1  | 0 | 2 | 11 | 12 | –1  | 2 |
| Lettország    | 3 | 0  | 0 | 3 | 3  | 27 | –24 | 0 |

| 1936. február 7. | Kanada (CAN) | 11 – 0 (2–0, 3–0, 6–0) | Lettország | Garmisch-Partenkirchen |

|  |  |  |  |  |
|  |  |  |  |  |
|  |  |  |  |  |
|  |  |  |  |  |

| 1936. február 8. | Lengyelország (POL) | 9 – 2 (1–0, 4–0, 4–2) | Lettország | Garmisch-Partenkirchen |

|  |  |  |  |  |
|  |  |  |  |  |
|  |  |  |  |  |
|  |  |  |  |  |

| 1936. február 9. | Ausztria (AUT) | 7 – 1 (4–0, 0–0, 3–1) | Lettország | Garmisch-Partenkirchen |

|  |  |  |  |  |
|  |  |  |  |  |
|  |  |  |  |  |
|  |  |  |  |  |

| Csapat     | Helyezés |
| ---------- | -------- |
| Lettország | 15.      |

## Műkorcsolya
| Versenyző                        | Versenyszám  | Kötelező elemek   | Kötelező elemek | Kűr               | Kűr   | Összesítés                     | Összesítés                     | Összesítés                     | Összesítés                     | Összesítés                     | Összesítés                     | Összesítés                     | Összesítés                     | Összesítés                     | Összesítés        | Összesítés  | Összesítés | Összesítés |
| Versenyző                        | Versenyszám  | Kötelező elemek   | Kötelező elemek | Kűr               | Kűr   | Helyezési pontszámok bírónként | Helyezési pontszámok bírónként | Helyezési pontszámok bírónként | Helyezési pontszámok bírónként | Helyezési pontszámok bírónként | Helyezési pontszámok bírónként | Helyezési pontszámok bírónként | Helyezési pontszámok bírónként | Helyezési pontszámok bírónként | Több. hely. száma | Hely. össz. | Pont       | Helyezés   |
| Versenyző                        | Versenyszám  | Több. hely. száma | Hely.           | Több. hely. száma | Hely. | 1                              | 2                              | 3                              | 4                              | 5                              | 6                              | 7                              | 8                              | 9                              | Több. hely. száma | Hely. össz. | Pont       | Helyezés   |
| -------------------------------- | ------------ | ----------------- | --------------- | ----------------- | ----- | ------------------------------ | ------------------------------ | ------------------------------ | ------------------------------ | ------------------------------ | ------------------------------ | ------------------------------ | ------------------------------ | ------------------------------ | ----------------- | ----------- | ---------- | ---------- |
| Verners Auls                     | Férfi egyéni | 7×25+             | 25.             | 7×25+             | 25.   | 25,0                           | 25,0                           | 25,0                           | 25,0                           | 25,0                           | 25,0                           | 25,0                           |                                |                                | 7×25+             | 175,0       | 1558,2     | 25.        |
| Alise Dzeguze                    | Női egyéni   | 7×24+             | 24.             | 7×23+             | 23.   | 23,0                           | 23,0                           | 23,0                           | 23,0                           | 23,0                           | 23,0                           | 23,0                           |                                |                                | 7×23+             | 161,0       | 1966,2     | 23.        |
| Hildegarde Švarce Eduards Gešels | Páros        |                   |                 |                   |       | 17,0                           | 17,0                           | 15,0                           | 17,0                           | 16,0                           | 17,0                           | 15,0                           | 18,0                           | 17,0                           | 8×17+             | 149,0       | 67,9       | 17.        |

## Sífutás
| Versenyző                                                        | Versenyszám     | Eredmény | Helyezés |
| ---------------------------------------------------------------- | --------------- | -------- | -------- |
| Karlis Bukass                                                    | 18 km           | 1:42:57  | 69.      |
| Herberts Dāboliņš                                                | 18 km           | 1:34:20  | 58.      |
| Pauls Kaņeps                                                     | 18 km           | 1:31:44  | 50.      |
| Alberts Riekstiņš                                                | 18 km           | 1:42:16  | 67.      |
| Herberts Dāboliņš Pauls Kaņeps Edgars Gruzītis Alberts Riekstiņš | 4 × 10 km váltó | 3:26:08  | 13.      |